# Штрикер, Юхан Кристофер
Юхан Кристофер Штрикер (28 января 1726, Стокгольм — 24 февраля 1792, Карлсхамн) — шведский религиозный деятель, учёный-библеист.
Получил богословское образование в Грайфсвальде, закончив его со степенью магистра богословия. В 1752 году был рукоположён в сан священника. В 1764 году был назначен капелланом королевских драбантов, в 1768 году — викарием Карлсхамна, в 1769 году — пробстом. В 1772 году получил степень доктора богословия.
Был автором множества проповедей. Самое известное его сочинение — «Försök till ett svenskt homiletiskt bibliotek» (1767). Сохранилась также большое количество его писем своим коллегам, написанных в 1752—1790 годах. Эта переписка, ныне находящаяся в Королевской библиотеке Стокгольма, рассматривается как ценный источник по истории Швеции XVIII века, поскольку в ней Штрикер касается большого количества как религиозных, так и светских вопросов тогдашней жизни.